# Lioparus
Lioparus is een geslacht van zangvogels uit de familie Paradoxornithidae (diksnavelmezen). Het geslacht kent maar één soort:
- Lioparus chrysotis  – Gouden fulvetta